# Delta Legends Presents Charley Patton
Delta Legends Presents Charley Patton er en dansk eksperimentalfilm fra 1995 med instruktion og manuskript af Martin Schiøler.

## Handling
Animeret musikvideo til nummeret Screamin' and Hollerin' the Blues fra 1929, udført af Charley Patton, grundlægger af Delta blues.